# Krusenstiernska teatern

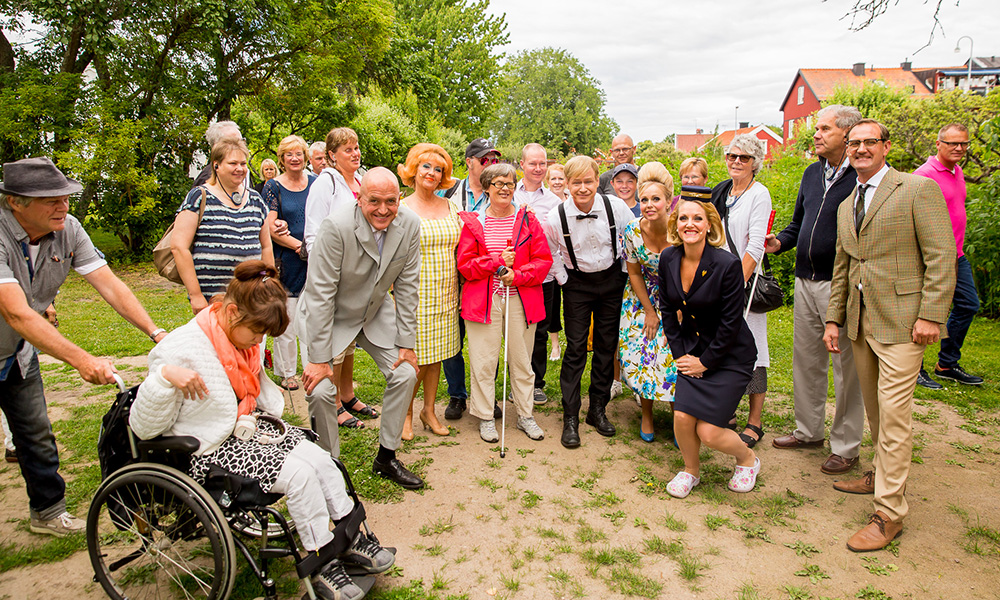
Krusenstiernska teaterns ensemble möter delar av publiken 2015.

Krusenstiernska teatern är en friluftsteater i Krusenstiernska gården i Kalmar med  drygt 1 000 publikplatser.

## Historia
Teatern grundades 2008 av Vicky von der Lancken, Peter Dalle och Robert Gustafsson.

## Uppsättningar
| År   | Produktion                                                          | Upphovsmän                                                                             | Regi                 | Noter |
| ---- | ------------------------------------------------------------------- | -------------------------------------------------------------------------------------- | -------------------- | --- |
| 2008 | Lånta fjädrar Der Keusche Lebemann                                  | Franz Arnold och Ernst Bach                                                            | Stefan Ekman         | Premiär 3 juli 2008 Peter Dalle, Suzanne Reuter, Ida Steén, Ewa Roos, Robert Gustafsson, Hanna Fred Ekman, Joakim Gräns, Richard Forsgren, Ida Leden, Anna Rydell, Kent Rudolfsson, Julia Sallander Hjärtstrand Scenografi Peter Holm, Kostymdesign Nina Sandström Hallberg  |
| 2009 | Svensson, Svensson på semester                                      | Tomas Tivemark, Michael Hjorth och Johan Kindblom                                      | Leif Lindblom        | Premiär 1 juli 2009 Allan Svensson, Suzanne Reuter, Per Svensson, Claes Ljungmark, Ewa Roos, Anna Rydell, Daniel Träff, Julia Sallander Hjärtstrand, Louise Hesselring, Niki Lindblom-Oscarsson Scenografi Magnus Ahlström, Kostymdesign Jaana Fomin                         |
| 2010 | Zpanska flugan Die spanische Fliege                                 | Franz Arnold och Ernst Bach Bearbetning Peter Dalle och Robert Gustafsson              | Leif Lindblom        | Premiär 1 juli 2010 Peter Dalle, Suzanne Reuter, Robert Gustafsson, Per Svensson, Nadine Kirschon, Polly Kisch, Robin Stegmar, Nils Moritz, Ewa Roos, Ronny Träff, Julia Sallander Hjärtstrand, Simon Holmberg, Anna Rydell Scenografi Magnus Ahlström, Kosym Camilla Thulin |
| 2011 | Ett makalöst bröllop – kärlek vid första överkastet Perfect Wedding | Robin Hawdon Översättning och bearbetning Christoffer Bendixen och Thomas Petersson    | Christoffer Bendixen | Premiär 30 juni 2011 Thomas Petersson, David Batra, Jeanette Capocci, Anna Carlsson, Anna-Karin Palmgren, Ing-Marie Carlsson |
| 2012 | Hjälten från Kalmarsund Der kühne Schwimmer                         | Franz Arnold och Ernst Bach                                                            | Bo Hermansson        | Premiär 28 juni 2012 Robert Gustafsson, Suzanne Reuter, Per Eggers, Ewa Roos, Jan Åström, Nadine Kirschon, Dan Johansson, Anna Rydell, Martin Rydell Scenografi Magnus Ahlström, Kosym Camilla Thulin                                                                        |
| 2013 | Älskling, jag är visst gift First things first                      | Derek Benfield                                                                         | Christoffer Bendixen | Premiär 27 juni 2013 Thomas Petersson, Robin Stegmar, Cecilia Forss, Ing-Marie Carlsson, Anna-Karin Palmgren, Fredrik Olofsson |
| 2014 | Charmörer på vift Der wahre Jacob                                   | Franz Arnold och Ernst Bach                                                            | Bo Hermansson        | Premiär 26 juni 2014 Robert Gustafsson, Allan Svensson, Jeanette Capocci, Ing-Marie Carlsson, Linda Olsson, Per Eggers, Lars Väringer, Mira Andersson, Hani Arrabi Scenografi Magnus Ahlström, Kosym Camilla Thulin                                                          |
| 2015 | Tresteg i snedsteg Anyone for Breakfast?                            | Derek Benfield Översättning Adde Malmberg                                              | Adde Malmberg        | Premiär 25 juni 2015 Robert Gustafsson, Thomas Petersson, Annika Andersson, Carina Lidbom, Robin Stegmar, Anna-Karin Palmgren Scenografi Fredrik Dillberg, Kostym Camilla Thulin                                                                                             |
| 2016 | Rakt ner i fickan Cash on delivery                                  | Michael Cooney                                                                         | Edward af Sillén     | Premiär 30 juni 2016 Allan Svensson, Carina Lidbom, Andreas Nilsson, Claes Månsson, Jeanette Capocci, Ola Forssmed, Per Svensson, Anna Rydell, Lotta Thorell, Martin Rydell Scenografi Fredrik Dillberg, Kostym Camilla Thulin, Mask- och perukdesign David Julio            |
| 2017 | Flaggan i topp Hurra, ein Junge                                     | Franz Arnold och Ernst Bach Bearbetning Adde Malmberg                                  | Adde Malmberg        | Premiär 29 juni 2017 Robert Gustafsson, Per Svensson, Allan Svensson, Rachel Mohlin, Jeanette Capocci, Andreas Nilsson, Nadine Kirschon Blanck, Siw Erixon, Magnus Kviske Scenografi Magnus Ahlström, Kostym Camilla Thulin                                                  |
| 2018 | DubbelTrubbel Pyjama Pour Six                                       | Marc Camoletti Manusbearbetning Thomas Petersson                                       | Pär Nymark           | Premiär 28 juni 2018 Thomas Petersson, Johan Petersson, Sussie Eriksson, Anna-Karin Palmgren, Martin Rydell, Anna Rydell Scenografi Fredrik Dillberg, Kostym Caroline Eriksson och Margareta Julle Flyttad till Lisebergsteatern                                             |
| 2019 | Trassel Out of Order                                                | Ray Cooney Översättning Edward af Sillén                                               | Edward af Sillén     | Premiär 27 juni 2019 Robert Gustafsson, Mikael Tornving, Sussie Eriksson, Ola Forssmed, Gustav Levin, Anki Albertsson, Andreas Nilsson, Martina Sundén, Magnus Kviske Scenografi Magnus Ahlström, Kostym Camilla Thulin                                                      |
| 2022 | Bäddat för trubbel A Bedfull of Foreigners                          | Dave Freeman Översättning Anders Albien                                                | Anders Albien        | Premiär 30 juni 2022 Thomas Petersson, Anna-Karin Palmgren, Peter Gröning, Anki Albertsson, Hanna Lindblad, Andreas Nilsson, Tobias Persson Scenografi Fredrik Dillberg, Mask/peruk David Julio, Kostymdesign Maria Felldin                                                  |
| 2023 | Pappor på prov It Runs in the Family                                | Ray Cooney Översättning Edward af Sillén                                               | Edward af Sillén     | Premiär 29 juni 2023 Thomas Petersson, Anna-Karin Palmgren, Peter Gröning, Anki Albertsson, Sussie Eriksson, Andreas Nilsson, Ola Forssmed, Tobias Persson, Martin Rydell, Scenografi Fredrik Dillberg, Mask/peruk David Julio, Kostymdesign Maria Felldin                   |
| 2024 | Oj då! … en till?! One For the Pot                                  | Ray Cooney och Tony Hilton Översättning Andreas T Olsson, Bearbetning Edward af Sillén | Edward af Sillén     | Premiär 27 juni 2024 Robert Gustafsson, Ola Forssmed, Lars Väringer, Per Svensson, Anton Lundqvist, Linda Olsson, Carina Lidbom, Martina Sundén, Martin Rydell Scenografi Marcus Engleson, Mask/peruk David Julio, Kostym Maria Felldin                                      |
| 2025 | Oss swingers emellan Whose Wives Are They Anyway?                   | Michael Parker Översättning Pär Nymark                                                 | Klas Wiljergård      | Premiär 26 juni 2025 Thomas Petersson, Måns Nathanaelson, Clara Henry, Charlott Strandberg, Anki Albertsson, Anna-Karin Palmgren, Martina Arbman Sundén, Martin Rydell, Magnus Kviske                                                                                        |